# Calopadia foliicola
Calopadia foliicola är en lavart som först beskrevs av Fée, och fick sitt nu gällande namn av Vezda 1986. Calopadia foliicola ingår i släktet Calopadia och familjen Ectolechiaceae.   Inga underarter finns listade i Catalogue of Life.